# Drevesni plezalčki
Drevesni plezalčki (znanstveno ime Certhiidae) so družina ptic pevk, razširjene v gozdnatih regijah Severne poloble. Družina vsebuje devet vrst v enem rodu, Certhia. 
Velike so od 12 do14 cm in živijo v gozdovih in parkih večjega dela Evrazije, Zahodne Afrike, kot tudi severne in srednje Amerika. Ko se opirajo na močna repna peresa, so podobni žolnam pri plezanju po drevju. Zgornja stran telesa je rjava s svetlimi lisami, spodnja pa je svetla. Imajo dolg in tanek rahlo upognjen kljun, s katerim pobirajo žuželke pod drevesno skorjo. Gnezdijo v špranjah in drevesnih duplih.
Pomembnejša predstavnika sta kratkoprsti plezalček (Certhia brachydactyla) in dolgoprsti plezalček (Certhia familiaris). Oba sta si zelo podobna, le da ima prvi rjavkaste boke in nekoliko daljši kljun. Obe vrsti sta ptici stalnici.

## Vrste v taksonomskem zaporedju
- Rod Certhia[1]
  - dolgoprsti plezalček ali evrazijski plezalček, Certhia familiaris
  - Hodgsonov plezalček, Certhia hodgsoni
  - rjavi plezalček, Certhia americana
  - kratkoprsti plezalček, Certhia brachydactyla
  - progastorepi plezalček or himalajski plezalček, Certhia himalayana
  - sečuanski plezalček, Certhia tianquanensis
  - nepalski plezalček, Certhia nipalensis
  - rjavogrli plezalček, Certhia discolor
  - Humov plezalček, Certhia manipurensis

An extinct treecreeper, Certhia rummeli, was described from a fossilized right tarsometatarsus found in karstic fissure fillings in Petersbuch, Bavaria by German paleornithologist Albrecht Manegold. This specimen implies the branching of Certhioidea occurred 20 MYA, and represents the oldest fossil passerine assignable to an extant subordinated clade of oscines in the Northern Hemisphere.